# Syconycteris australis
Syconycteris australis es una especie de murciélago de la familia Pteropodidae. A diferencia de otros pteropódidos en lugar de una dieta frugívora se alimenta principalmente de néctar y polen. Es una de las ocho especies de pteropódidos en Australia continental y uno de los más pequeños de todos los pteropódidos nectarívoros.

## Descripción
Son de pequeño tamaño, con un peso de solo 17,5-21 g. Los ojos tienen un diámetro de unos 5 mm y la longitud del cuerpo, excluyendo las patas, es de unos 60 mm.

## Biología
Descansan solos o en pequeños grupos, lo que dificulta la estimación de su población a partir de observaciones visuales. Generalmente viven en subdoseles de la selva tropical. Pueden cambiar de lugar de descanso diariamente, sin embargo (cuando hay disponibilidad de alimento) las distancias registradas entre los dormideros en Nueva Gales del Sur fueron cortas (42 m de promedio en Iluka o 125 m en Harrington).
Probablemente son polinizadores importantes, ya que transportan seis veces más polen que los pájaros y también se desplazan más lejos en una noche. Syzygium cormiflorum, una especie de planta arbórea de la familia de las mirtáceas, es una importante fuente de alimento para S. australis en el norte de Queensland, ya que el 95 % de todo el polen observado en su pelaje de murciélagos capturados cerca de árboles en flor proviene de esta especie de planta. Su área de acción es de 12 a 1796 ha; cuando buscan alimento, prefieren volar a lo largo de las zonas ribereñas. Debido a que sus necesidades energéticas son altas y el contenido de energía de una sola flor es bajo, deben visitar el equivalente a 36-48 flores de banksia costera (Banksia integrifolia) cada noche y se mantienen activos durante una gran parte de la noche.

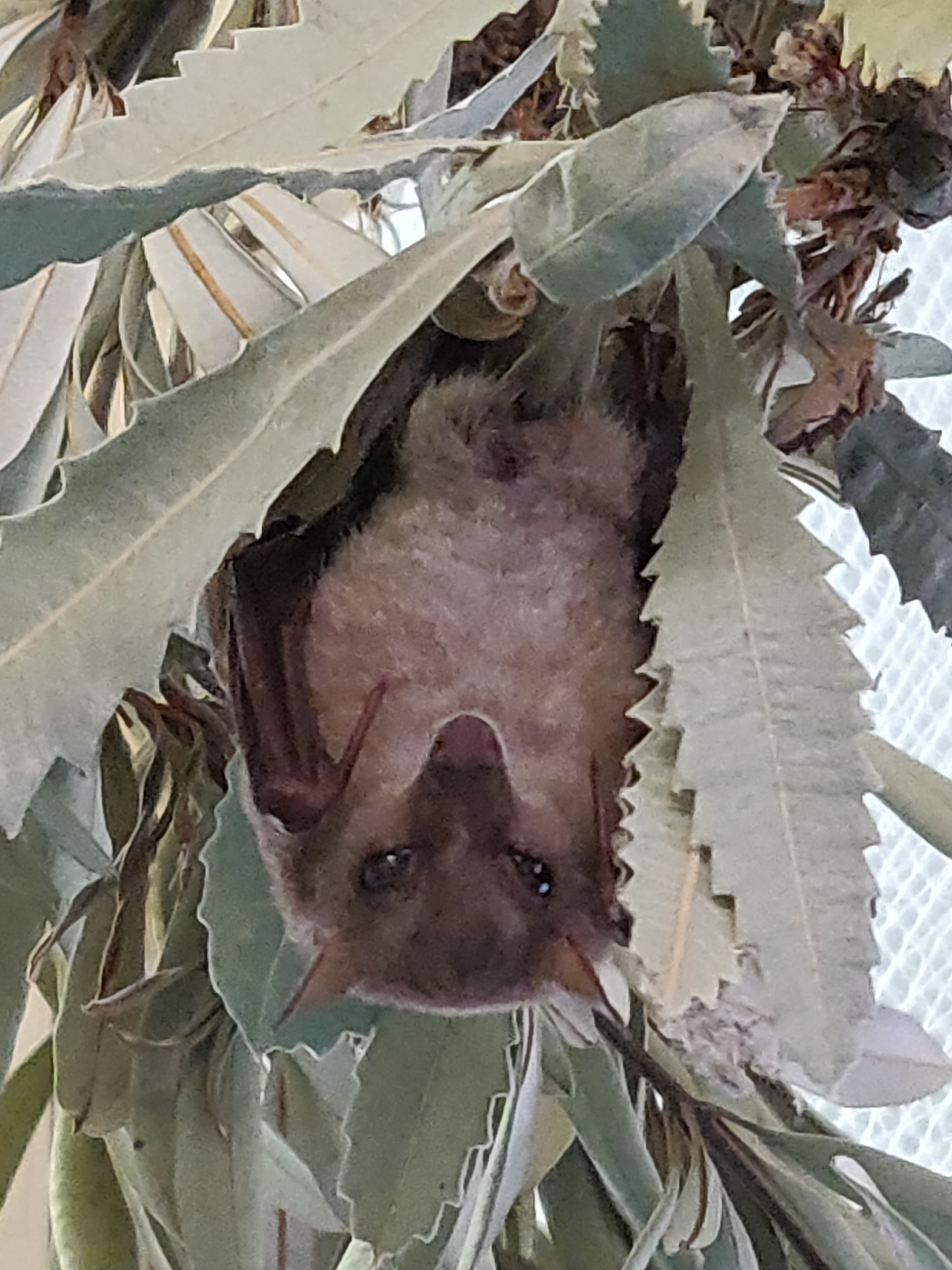
S. australis macho en una rama de una banksia en Australia

Durante el período de luna llena demoran la salida de sus refugios, probablemente porque temen a depredadores como los búhos, que cazan utilizando fundamentalmente la vista. Otros depredadores potenciales de estos murciélagos son los varánidos y las serpientes arbóreas. Existen registros de que los gatos domésticos los capturan y los hieren.
Entran en letargo cuando la disponibilidad de alimento es baja o cuando la temperatura ambiente es inferior a 26 °C; a diferencia de otras especies de murciélagos, el letargo es más común y pronunciado en verano que en invierno.

## Distribución y hábitat
Su área de distribución se extiende por las islas Molucas, Salawati, Biak, Yapen, Nueva Guinea, las islas Aru, el archipiélago Bismarck, Manus, las islas de Entrecasteaux, el archipiélago de las Luisiadas, Nueva Gales del Sur y el este de Queensland. Su hábitat se encuentra entre 0 y 3000 m sobre el nivel del mar, en las selvas tropicales de las tierras altas y en las selvas litorales de Nueva Gales del Sur, un grupo de comunidades ecológicas fragmentadas y en peligro de extinción de la costa este de Australia.